# لوکاوتس (ناحیه لیتومیریتسه)
لوکاوتس (به چکی: Lukavec) یک منطقهٔ مسکونی در جمهوری چک است که در ناحیه لیتومیریتسه واقع شده است. لوکاوتس ۳٫۳۵ کیلومتر مربع مساحت و ۳۵۵ نفر جمعیت دارد و ۱۴۷ متر بالاتر از سطح دریا واقع شده است.